# Škoda Elroq
Škoda Elroq ― компактный электромобиль-кроссовер производства Škoda Auto.

## Описание
В ноябре 2022 года в Праге был представлен концепт-кар Škoda Vision 7S. Серийная версия была представлена в октябре 2024 года на Парижском автосалоне. Производство намечено на 2025 год.

## Технические характеристики
Škoda Elroq базируется на платформе MEB Entry. Запас хода составляет 560 км.

## Галерея
- Вид сзади
- Интерьер